# José María Antón
José María Antón Samper (* 19. März 1989 in Casas del Señor) ist ein ehemaliger spanischer Fußballspieler auf der Position eines Verteidigers. 

## Karriere
Chema Antón begann beim Kelme CF in Elche mit dem Fußballspielen. Mit 14 Jahren wechselte er in die Jugendabteilung von Real Madrid und durfte vier Jahre später in der B-Mannschaft der Madrilenen debütieren. 2008 nahm er mit Spanien an der U-19 Europameisterschaft teil, schied dort aber bereits in der Gruppenphase aus. Er spielte drei volle Saison mit Real Madrid Castilla in der Segunda División B, ehe er 2010 nach Sevilla zur zweiten Mannschaft von Betis wechselte. Im Sommer 2011 holte ihn der FC Red Bull Salzburg aus Österreich als Backup für die Innenverteidigung. Zu diesem Zeitpunkt waren mit Douglas, Schiemer und Sekagya drei Verteidiger längerfristig nicht einsatzfähig, weshalb der Klub reagieren musste. Insgesamt kam Antón zu 4 Bundesligaeinsätzen. Nachdem die Saison 2011/12 vorbei war, wurde sein Vertrag nicht mehr verlängert und er verließ den Klub. Im Juli 2012 unterzeichnete er einen Vertrag beim ungarischen Verein Újpest Budapest. Im Sommer 2014 lief sein Vertrag bei den Ungarn aus und wurde nicht verlängert. Danach spielte er unterklassig in Spanien und beendete seine Karriere 2018 in Finnland bei Seinäjoen JK.

## Erfolge
- Teilnahme U-19 EM 2008
- Österreichischer Meister: 2012
- Österreichischer Cupsieger: 2012
- Ungarischer Cupsieger 2014